# Laguna de Perlas
Laguna de Perlas là một khu tự quản thuộc tỉnh Región Autónoma del Atlántico Sur, Nicaragua. Khu tự quản Laguna de Perlas có diện tích 1963 ki lô mét vuông. Đến thời điểm năm 2005, huyện Laguna de Perlas có dân số 10676 người.